# Juan Antonio Portugal Prieto
Juan Antonio Florencio Portugal Prieto (Arequipa, 1858-Huamachuco, 10 de julio de 1883) fue un militar peruano, combatiente de la Guerra del Pacífico. Luchó en las Campañas del Sur y la Campaña de la Breña, hecho prisionero tras la batalla de Huamachuco fue fusilado por el ejército chileno.

## Biografía
Nació en la ciudad de Arequipa en el distrito de Sabandía, fue hijo del matrimonio formado por Mariano Antonio Portugal y María Prieto, ingresó al ejército peruano en 1872, al estallar la guerra con Chile formaba parte del batallón Guardias de Arequipa, cuerpo que en la división del coronel Francisco Bolognesi estuvo presente en la batalla de San Francisco y destacó en la de Tarapacá, donde venció al regimiento 2.º de Línea del ejército de chileno, al que arrebató su estandarte, posteriormente combatió en la batalla del Alto de la Alianza en Tacna y luego en las batallas de San Juan y Miraflores. Al caer Lima en poder del ejército chileno marchó a la sierra para integrarse a la resistencia que encabezaba el general Andrés Cáceres quien lo destacó a la artillería que mandaba el coronel Federico Ríos. Al momento de librarse la batalla de Huamachuco el 10 de julio de 1883 ostentaba el grado de capitán siendo que durante la misma el general Cáceres ordenó que, ante el corto alcance de la artillería peruana, esta se adelantara para contribuir con sus fuegos a la derrota del ejército chileno que se batía en retirada, sin embargo agotadas las municiones de la infantería e iniciado un contraataque al arma blanca, la caballería chilena se lanzó sobre la artillería peruana que despiezada se encontraba en desplazamiento consumando de esta manera la derrota peruana.
Tras la batalla fue hecho prisionero por un oficial chileno del batallón Talca, José Manuel Poblete, quien le condujo ante el coronel Alejandro Gorostiaga, teniendo lugar el siguiente diálogo, según refirió Poblete al historiador chileno Raimundo Valenzuela:

-Señor, soy capitán de artillería, me he batido en Tacna, Chorrillos y Miraflores; tráteme como a buen soldado.
-Yo lo calificó como montonero, le contestó Gorostiaga, prepárese a morir
-Dispense su señoría, pertenezco a un ejército tan regular como el que su señoría manda.

Ante la negativa de Gorostiaga y comprendiendo que iba a ser fusilado, solicitó que se le permitiera morir de pie, conforme lo establecía la ordenanza militar, pero el ayudante de Gorostiaga, el capitán Isidoro Palacios, se negó a ello manifestándole que debía morir "de rodillas, como todos los montoneros". Antes de ser ejecutado, solicitó escribir unas últimas líneas, lo que le fue concedido, las que fueron "Soy Florencio Portugal, arequipeño, y con hijos", tras orar unos minutos se volvió frente a los soldados que debían darle muerte y les dijo: "Estoy listo, disparad!".
El autor chileno Raimundo Valenzuela dio cuenta de estos hechos en su obra titulada "La Batalla de Huamachuco" (1885), señalando que: "Damos estos minuciosos detalles por respeto al heroísmo y para que se vea que nuestras huestes no vencieron a reclutas ni a cobardes, sino a lo más florido del ejército del Perú."
La familia del capitán Portugal encabezada por su viuda Delfina Siguel y su hermano Eusebio tuvo noticias de su fallecimiento cuando meses más tarde, después de firmado el Tratado de Ancón, el ejército chileno ocupó la ciudad de Arequipa, siendo que un día el telegrafista de ese cuerpo expedicionario, Luis Santiago Ramírez, refería en un establecimiento público la forma como este oficial había sido ultimado como prisionero luego de la batalla de Huamachuco, suerte que su familia desconocía y a cuyos oídos llevó la noticia el dueño del local, lo que motivó que su hermano Eusebio dirigiera una carta a Poblete solicitando intercediera para que el escrito que dejó su hermano antes de ser muerto, fuera enviado a su familia como "una prenda de un ser querido, y como el postrer recuerdo que deja a su desolada familia", el referido historiador Valenzuela refiere suponer que dicha carta fue debidamente atendida.
En 1889, su cadáver fue trasladado junto a los de otros oficiales caídos en dicha batalla al Cementerio Presbítero Matías Maestro de Lima, donde permaneció hasta 1908, cuando fue trasladado a la Cripta de los Héroes dentro del mismo cementerio, donde actualmente descansa. El expediente de excombatientes de la guerra del pacífico, perteneciente al capitán Portugal fue iniciado por su viuda Delfina Siguel, con el propósito de hacer efectivo el correspondiente montepío el cual le fue concedido, en 1908 recibió del gobierno peruano un premió de trescientas libras.

## Los hermanos Portugal
Su hermano mayor José Florentino Portugal (Arequipa, 1844), enrolado también en el ejército de la Breña, combatió en Pucará, Acuchimay, Marcavalle y Huamachuco para finalmente fallecer en combate durante la guerra civil de 1885 en las filas del ejército constitucional del general Cáceres cuando ostentaba el grado de coronel y se desempeñaba como director de Guerra y Marina. Otro de sus hermanos Eusebio Portugal combatió también en la guerra con Chile como teniente del batallón Lima Nro 8.